# Jean-Yves Le Déroff
Jean-Yves Le Déroff (Inezgane, Marruecos, 15 de septiembre de 1957) es un deportista francés que compitió en vela en la clase Tornado. 
Participó en los Juegos Olímpicos de Seúl 1988, obteniendo una medalla de oro la clase Tornado (junto con Nicolas Hénard). Ganó una medalla de plata en el Campeonato Mundial de Tornado de 1988.

## Palmarés internacional
| \| Juegos Olímpicos \| Juegos Olímpicos \| Juegos Olímpicos \| Juegos Olímpicos \| \| Año \| Lugar \| Medalla \| Clase \| \| ------------------ \| -------------------- \| ---------------- \| ---------------- \| \| 1988 \| Seúl (Corea del Sur) \| Medalla de oro \| Tornado \| \| Campeonato Mundial \| \| \| \| \| Año \| Lugar \| Medalla \| Clase \| \| 1988 \| Tallin (URSS) \| Medalla de plata \| Tornado \| |                      |                  |         |
| Juegos Olímpicos |                      |                  |         |
| Año | Lugar                | Medalla          | Clase   |
| 1988 | Seúl (Corea del Sur) | Medalla de oro   | Tornado |
| Campeonato Mundial |                      |                  |         |
| Año | Lugar                | Medalla          | Clase   |
| 1988 | Tallin (URSS)        | Medalla de plata | Tornado |